# Franz-Robert Liskow

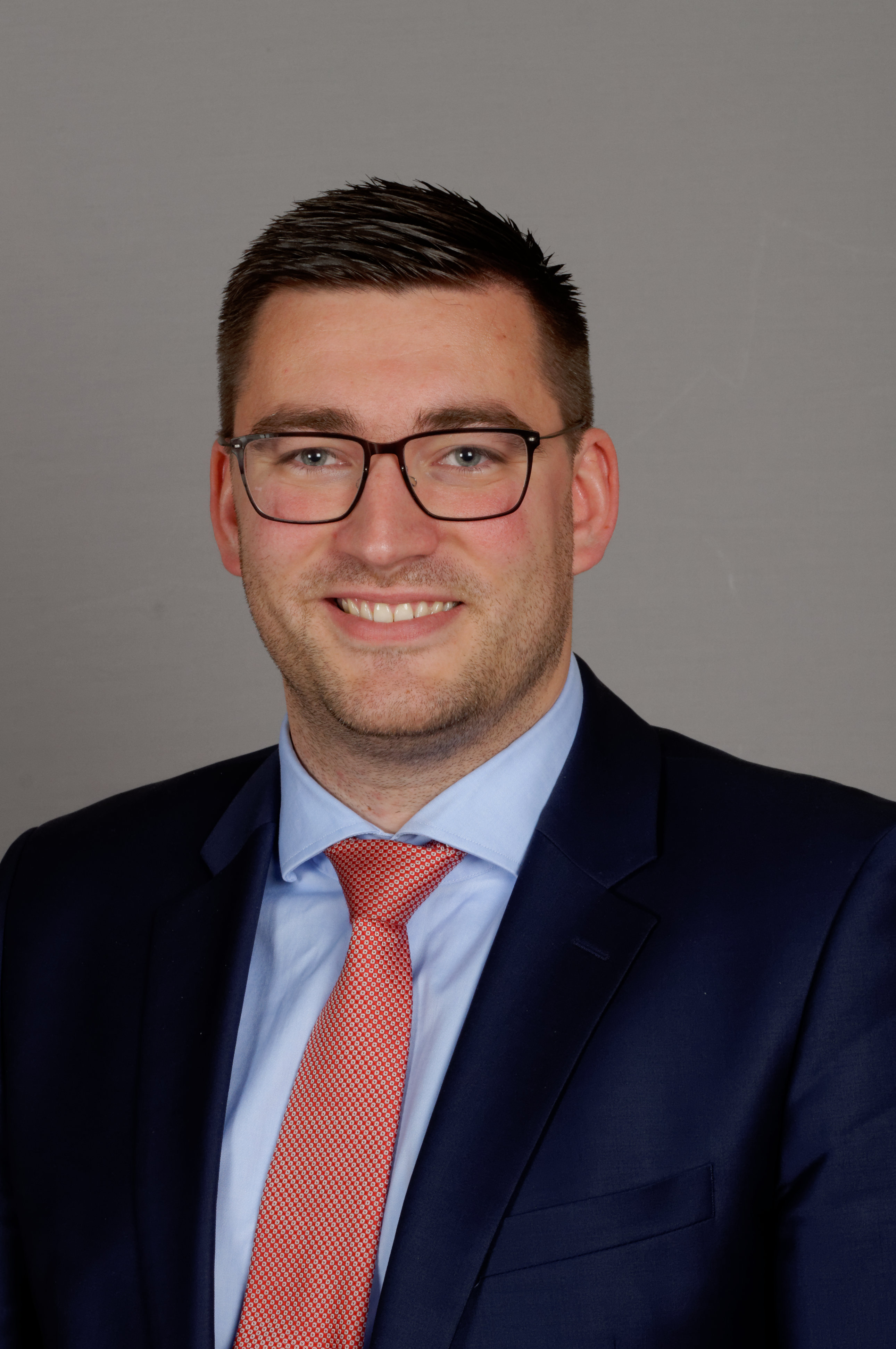
Franz-Robert Liskow (2017)

Franz-Robert Liskow (* 20. Mai 1987 in Greifswald) ist ein deutscher Politiker der Christlich Demokratischen Union Deutschlands (CDU). Er ist seit dem 4. Oktober 2016 Mitglied des Landtags von Mecklenburg-Vorpommern. Von September 2021 bis April 2024 war er Fraktionsvorsitzender der CDU im Landtag. Von März 2022 bis April 2024 war er Landesvorsitzender der CDU Mecklenburg-Vorpommern. 

## Leben und Beruf
Liskow bestand 2006 das Abitur am Alexander-von-Humboldt-Gymnasium Greifswald und absolvierte von 2006 bis 2007 den Grundwehrdienst beim „Fernmeldebataillon 801“ in Neubrandenburg. Anschließend absolvierte er von 2007 bis 2013 ein Studium der Betriebswirtschaftslehre an der Universität Greifswald, welches er als Diplom-Kaufmann abschloss.
Von 2014 bis zur Landtagswahl 2016 war er im vorpommerschen Unternehmen „Notus energy Wind GmbH & Co. KG“ tätig.
Sein Vater Egbert Liskow gehörte ebenfalls als CDU-Politiker dem Landtag von Mecklenburg-Vorpommern an.

## Politik
Liskow trat 2004 der CDU bei und wurde für diese Partei 2009 Mitglied der Bürgerschaft der Hansestadt Greifswald, der er bis 2015 angehörte. 
Von 2012 bis 2018 war er Landesvorsitzender der JU in Mecklenburg-Vorpommern. Seit 2017 ist Liskow Kreisvorsitzender der CDU Vorpommern-Greifswald. 2014 wurde er in den Kreistag Vorpommern-Greifswald gewählt.
Er wurde bei der Landtagswahl in Mecklenburg-Vorpommern am 4. September 2016 in den Landtag von Mecklenburg-Vorpommern gewählt. Er erreichte im Landtagswahlkreis Mecklenburgische Seenplatte I – Vorpommern-Greifswald I 28,2 Prozent der Erststimmen, gewann so den Wahlkreis knapp direkt, gefolgt von den Konkurrenten Sandro Hersel (AfD, 25,1 %) und Cathleen Kiefert-Demuth (SPD 18,9 %). Von März bis November 2020 war Liskow stellvertretender Fraktionsvorsitzender der CDU-Landtagsfraktion Mecklenburg-Vorpommern. Im November 2020 wurde er zum Parlamentarischen Geschäftsführer seiner Fraktion gewählt. Nach der Landtagswahl in Mecklenburg-Vorpommern 2021 übernahm er den Fraktionsvorsitz. Am 16. April 2024 wurde er in diesem Amt von Daniel Peters abgelöst.
Am 26. März 2022 wurde er zum Vorsitzenden der CDU Mecklenburg-Vorpommern gewählt, er erhielt 84,6 Prozent Zustimmung auf dem Parteitag der CDU. In diesem Amt wurde er am 13. April 2024 ebenfalls von Daniel Peters abgelöst.